# St-Martin de Fenollar
Die vorromanische Chapelle Saint-Martin de Fenollar liegt unweit der Ortschaft Maureillas-las-Illas im Département Pyrénées-Orientales in der südfranzösischen Region Okzitanien in der ehemals zu Katalonien gehörenden Kulturlandschaft des Roussillon. Sie gehört zu den wenigen Kirchenbauten im Süden Frankreichs, bei denen noch Einflüsse bzw. Nachwirkungen aus der westgotischen Architektur vermutet werden.

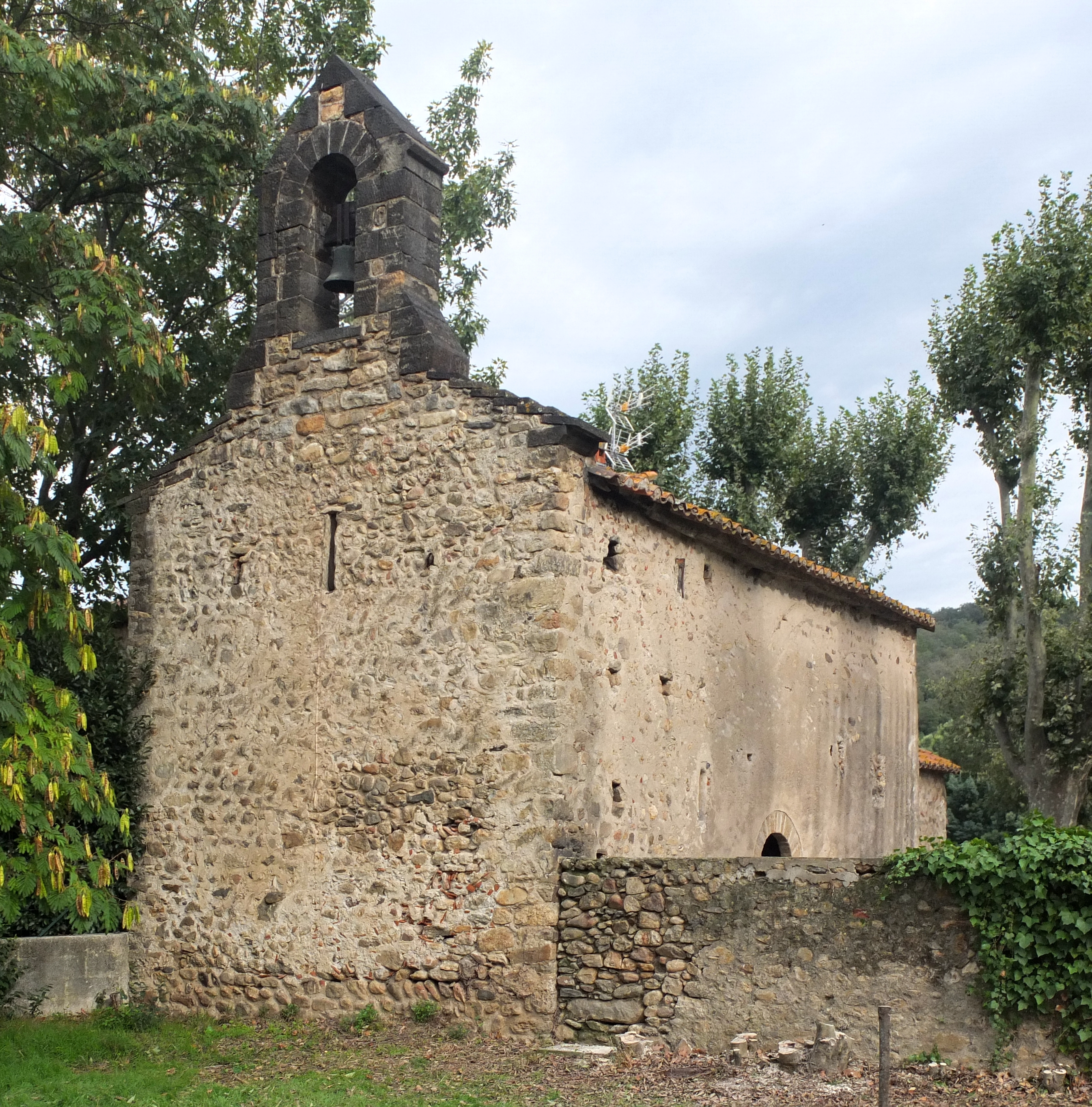
Kapelle Saint-Martin de Fenollar

## Lage
Der kleine Kirchenbau liegt nahe der römischen Via Domitia nur wenige Kilometer von der Grenze zu Spanien (Katalonien) entfernt und etwa 500 Meter nordöstlich des Ortszentrums von Maureillas-las-Illas.

## Baugeschichte
Eine Kirche an dieser Stelle ist urkundlich bereits im Jahre 844 bezeugt; damals gehörte der Grundbesitz zum Kloster von Arles-sur-Tech. Es ist jedoch äußerst unwahrscheinlich, dass es sich bei der in der Urkunde erwähnten Kirche um den heutigen Bau handelt, der gemeinhin ins 10. Jahrhundert – teilweise sogar noch etwas später – datiert wird. Über den oder die Auftraggeber und somit über die ursprüngliche Nutzung des Bauwerks ist nichts bekannt.

## Architektur

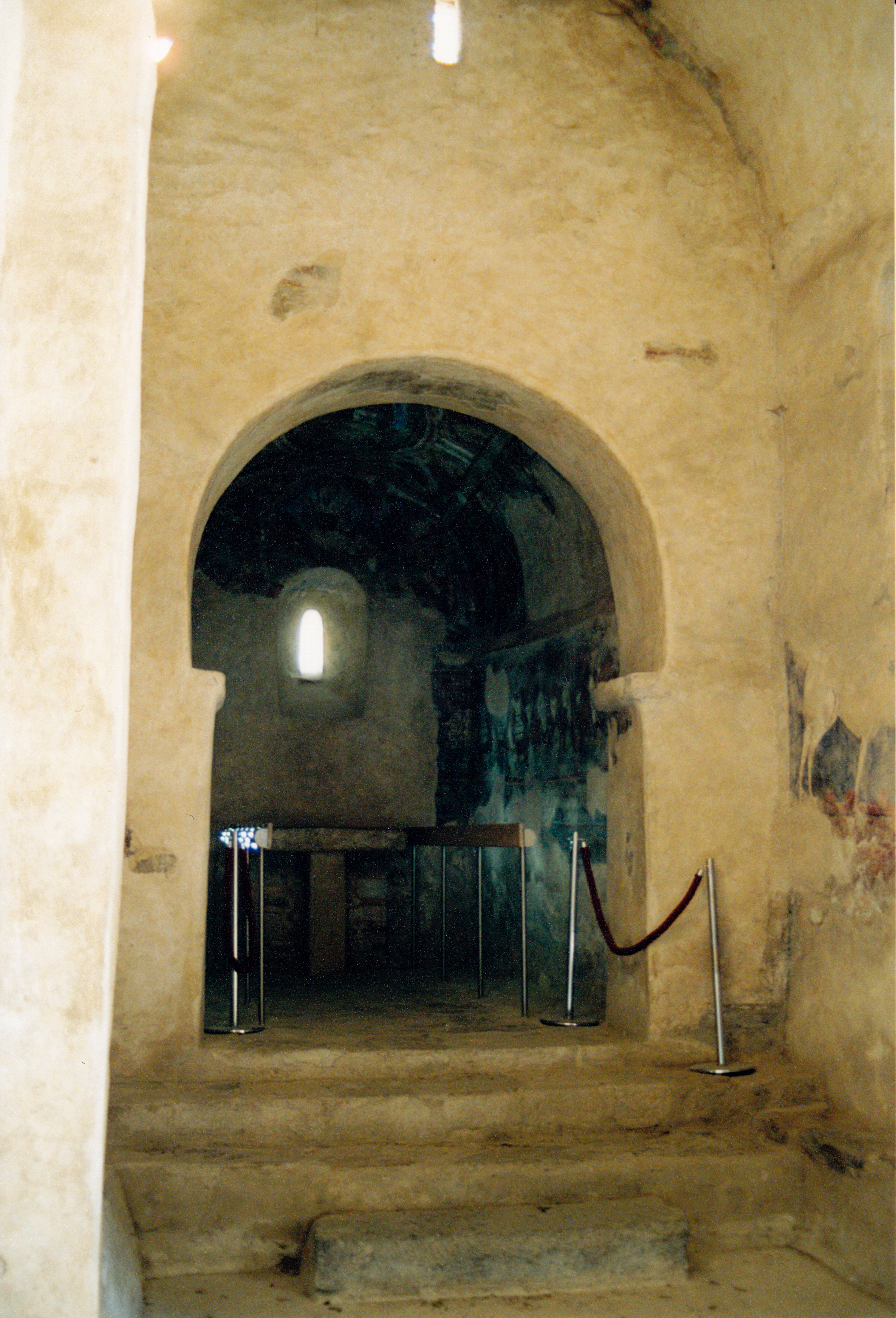
Triumphbogen und Chor. Der Bogen ist am unteren Ende geringfügig eingezogen (Hufeisenbogen), was auf Nachwirkungen der westgotischen Architektur hindeuten könnte.

### Außenbau
Der verputzte Außenbau besteht aus einem Kirchenschiff und einer etwas kleineren rechteckigen Apsis. Der ansonsten schmuck- und portallosen Westfassade ist ein kleiner Glockengiebel aufgesetzt. Der Eingang befindet sich in der Mitte der Südseite; über einige Treppenstufen erreicht man das tiefer liegende Kircheninnere.

### Innenraum
Die – wahrscheinlich bereits im 12. Jahrhundert in ihrer Gesamtheit verputzte – Kapelle ist im Wesentlichen ein einschiffiger und fensterloser Bau von etwa 3,40 Metern Breite und 9,50 Metern Länge; entlang der Seitenwände befinden sich mehrere steinerne Sitzbänke. Der gegenüber dem Kirchenraum erhöht liegende und durch einen – kaum merklich nach innen eingezogenen – Triumphbogen abgetrennte Chorbereich von etwa 3,20 Metern Tiefe und 2,40 Metern Breite, an dessen Rückwand ein kleiner Altar steht, verlängert den Kirchenbau nach Osten. In die Rückwand der rechteckigen Chorapsis ist oberhalb des Altars eine kleine – ehemals unverglaste – Fensteröffnung eingelassen; das Langhaus wird von zwei kleinen Fensteröffnungen über dem Triumphbogen und im oberen Teil der Westwand belichtet. Kirchenschiff und Apsis sind mit einem Tonnengewölbe versehen, das nach allgemeiner Auffassung nicht zum ursprünglichen Bestand gehört und ins 11., vielleicht sogar erst ins 12. Jahrhundert zu datieren ist.

## Fresken
Größter Schatz des kleinen Kirchleins sind die Fresken der Apsis, die wohl dem 12. Jahrhundert entstammen. Dargestellt sind Szenen aus dem neuen Testament (Menschwerdung Christi) bzw. der Apokalypse des Johannes (Wiederkehr Christi):
- Nordwand: Verkündigung an Maria, Geburt Christi, Verkündigung an die Hirten
- Südwand: Anbetung der Könige, Heimkehr der Könige
- Ostwand: Fresken größtenteils verschwunden; oberhalb des Fensters Maria in einer – sehr seltenen – rautenförmigen Mandorla begleitet von zwei Engeln
- Gewölbe: Christus in einer Mandorla begleitet von den vier Evangelisten und einigen der 24 Ältesten der Apokalypse (Offb 4,4-8 EU)

Die farbliche Gestaltung dieser Fresken hat Künstler wie Pablo Picasso und Georges Braque beeinflusst.

## Galerie

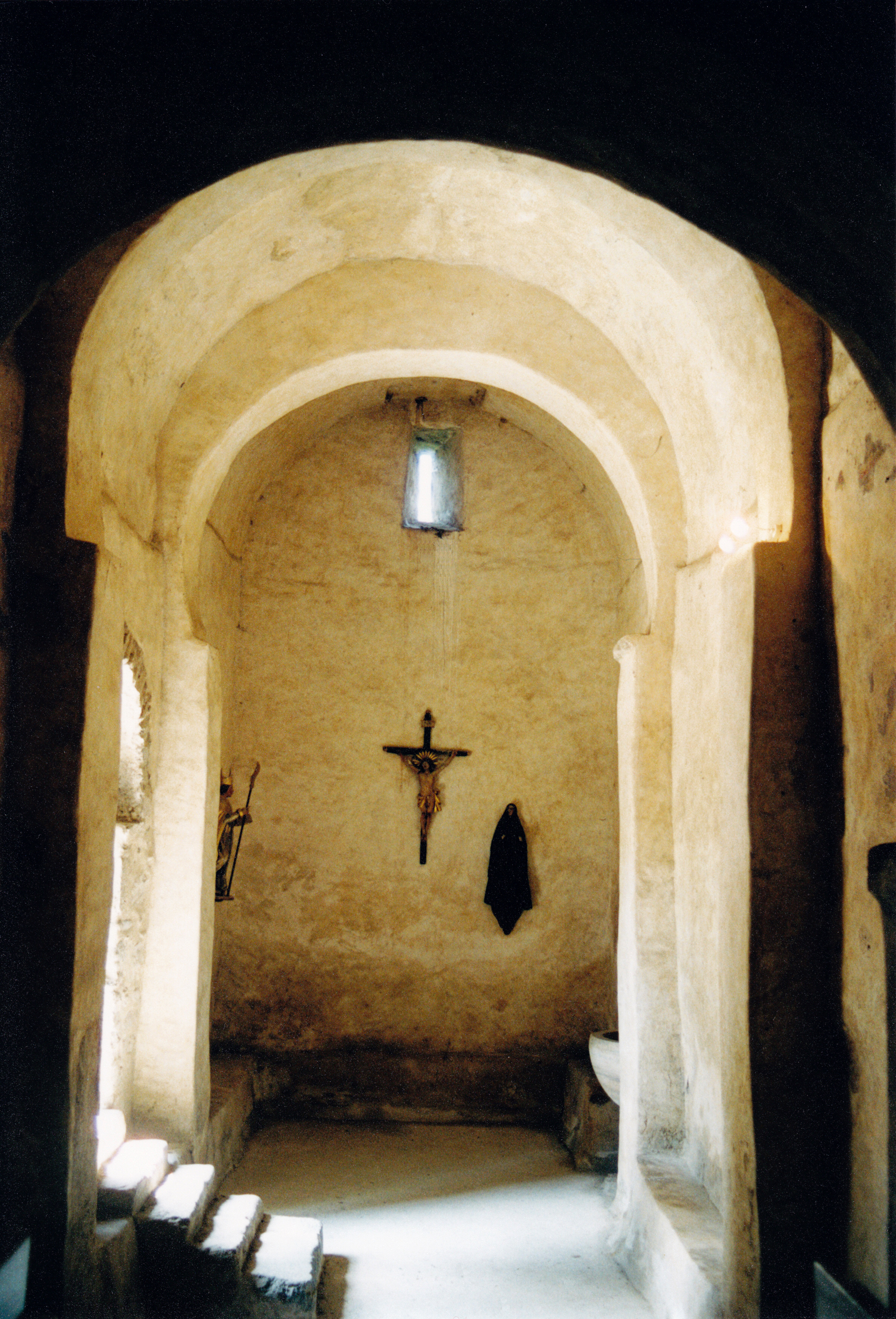
Blick nach Westen
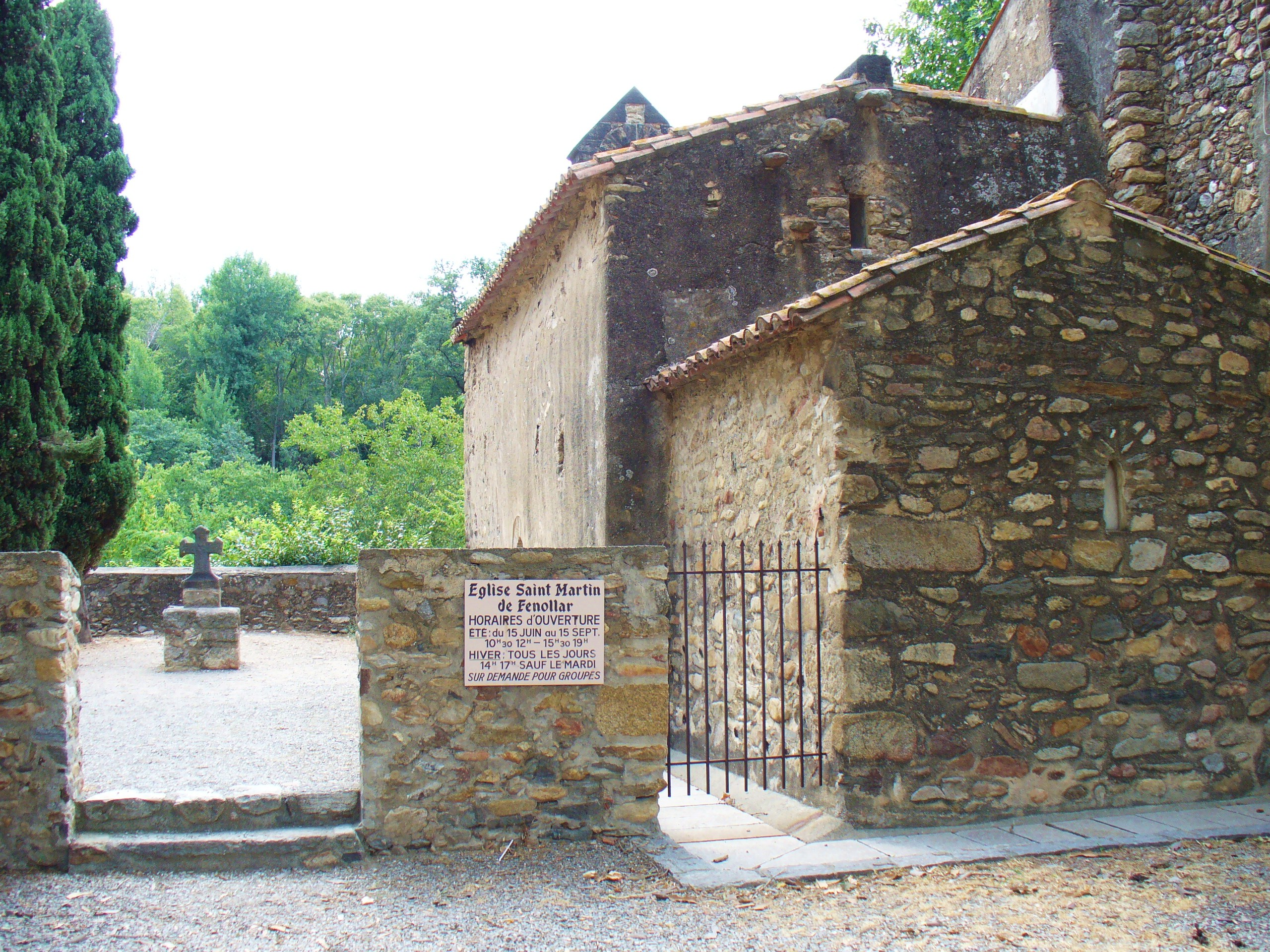
Chorbereich
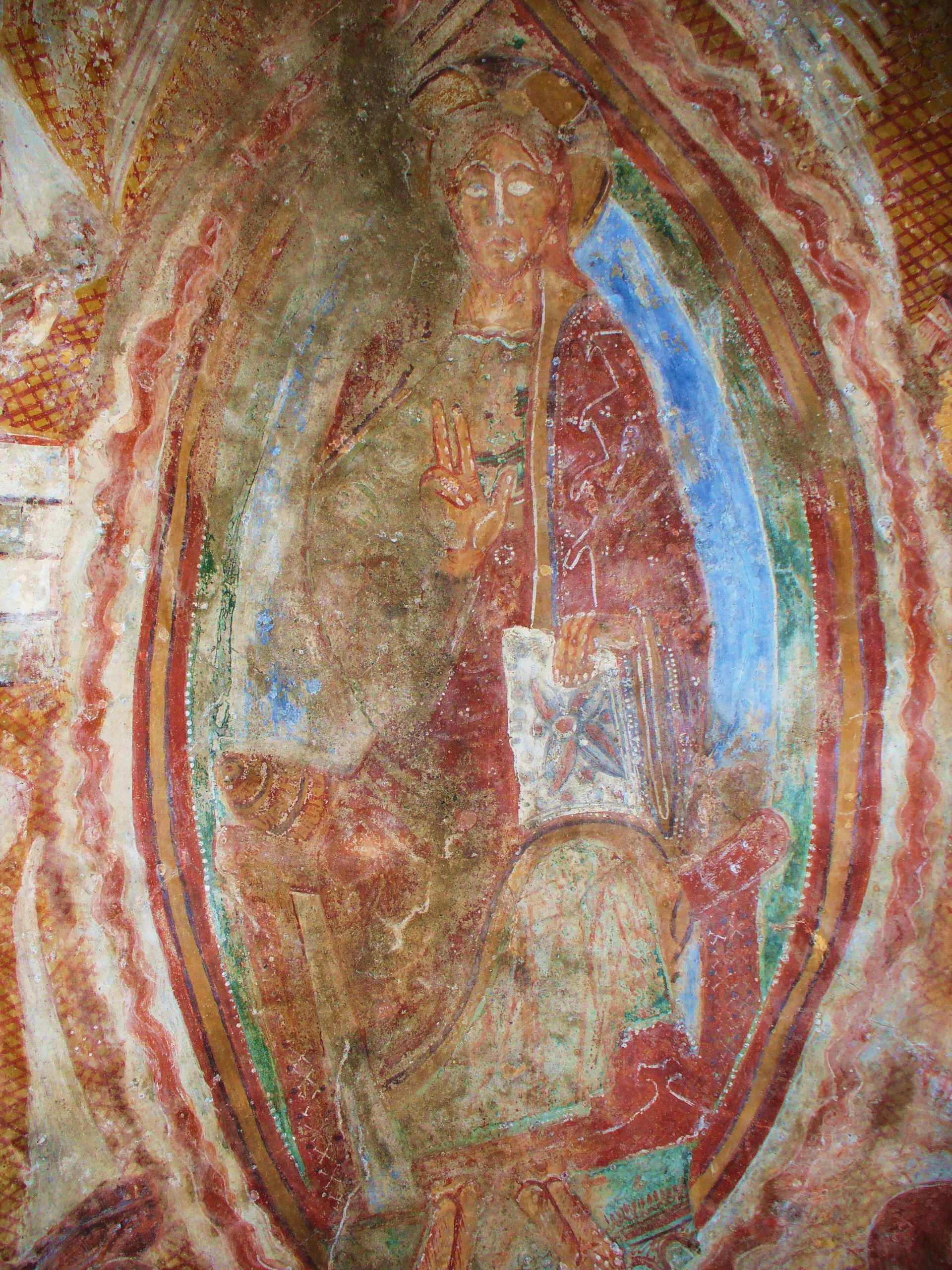
Christus in der Mandorla
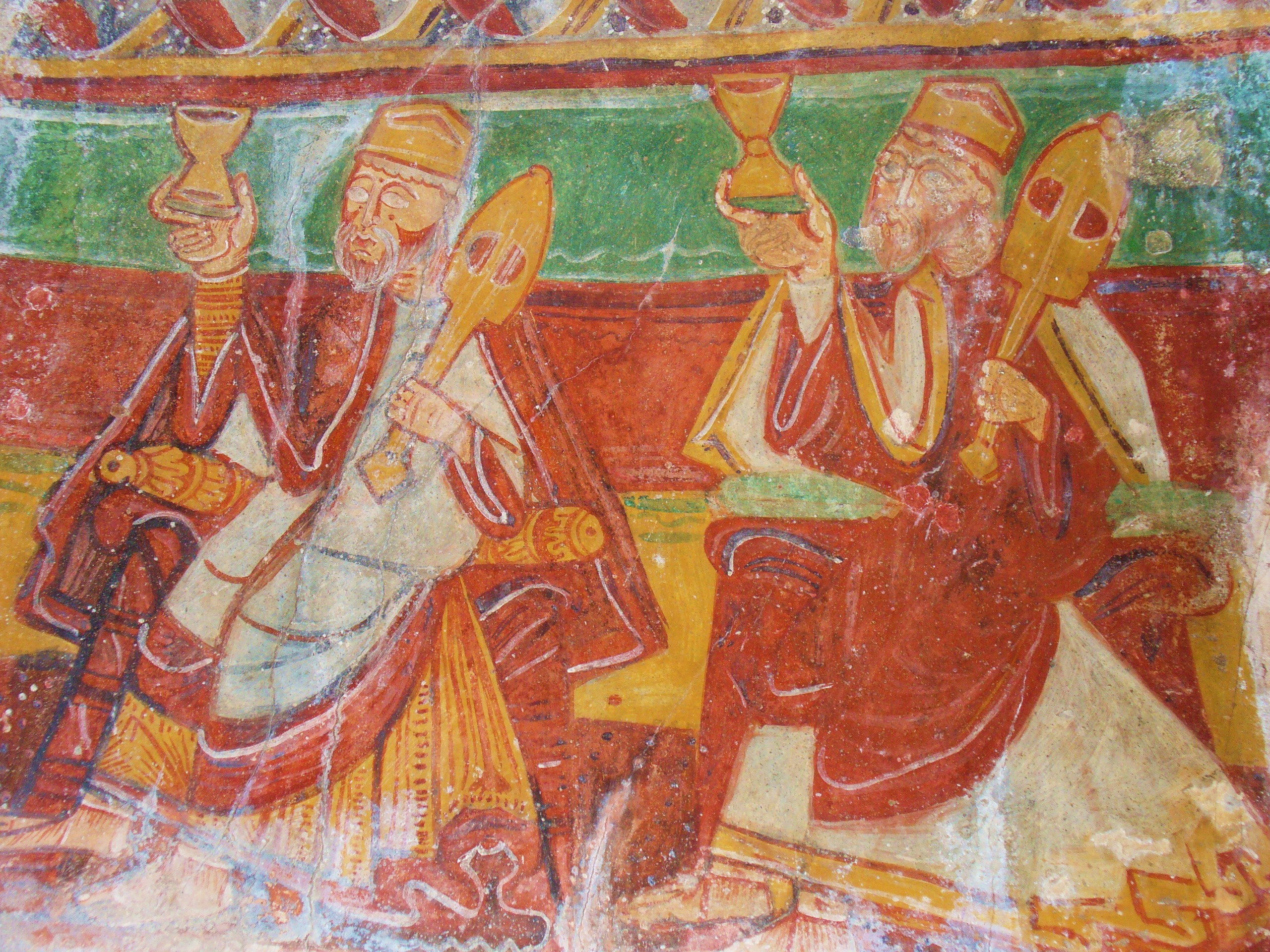
2 Älteste
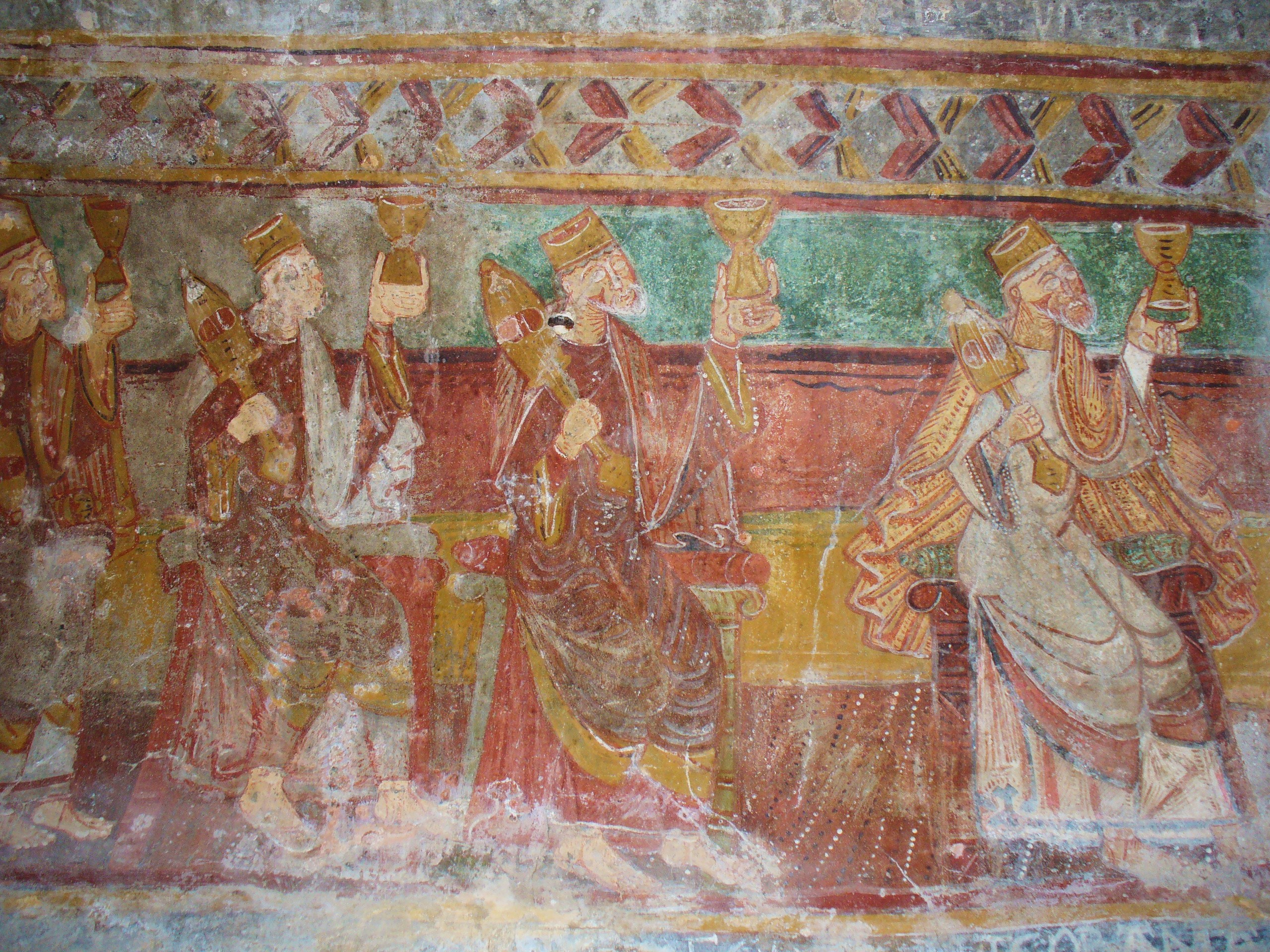
Fresko in der Kapelle St.Martin-de-Fenollar
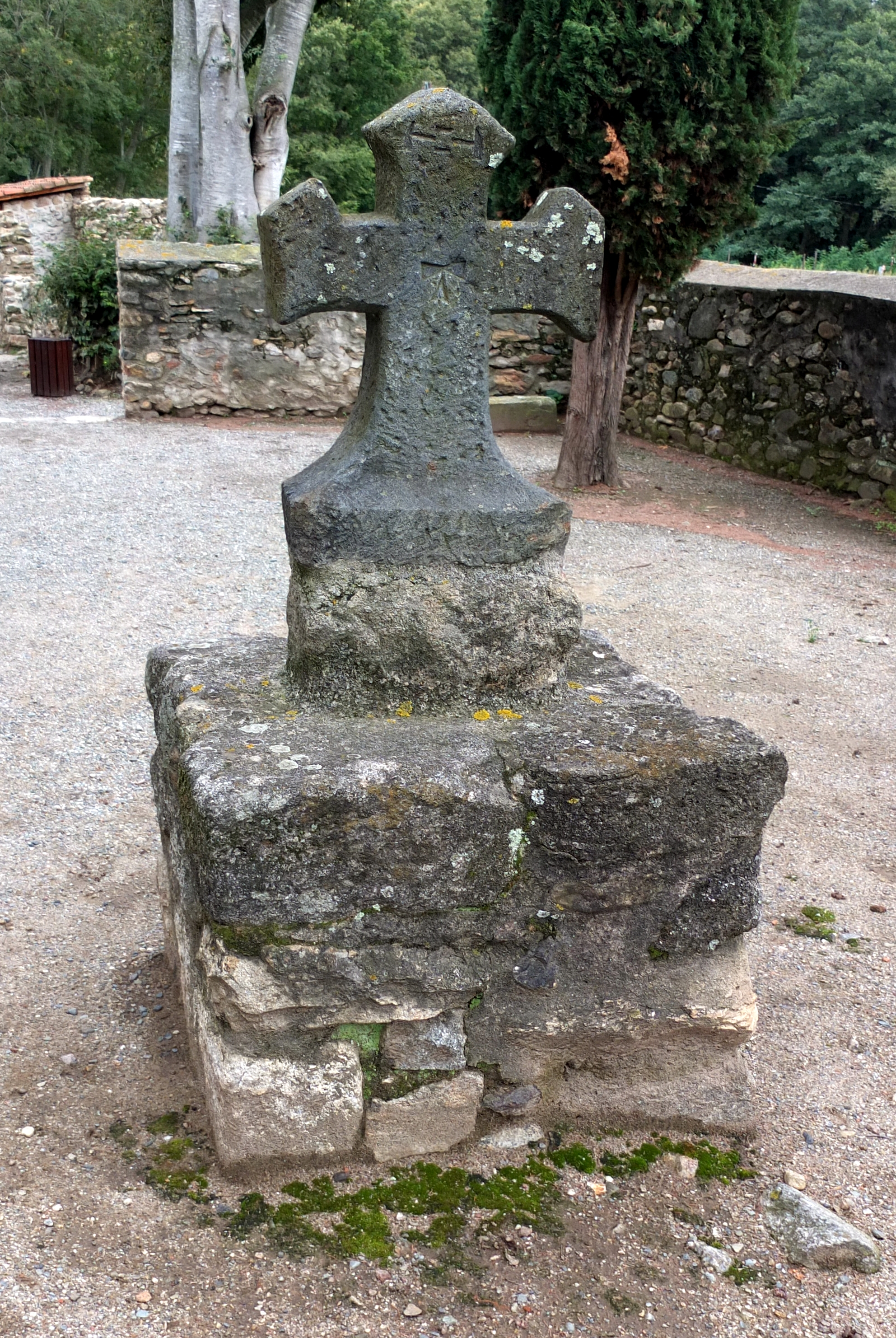
Mittelalterliches Steinkreuz